# Tajvanski tjesnac
Tajvanski tjesnac je 180 km širok tjesnac između Kine i Tajvana. 
Tjesnac povezuje Južno kinesko more s Istočnim kineskim morem. Najuži dio je širok 131 km. 
Taj je tjesnac bio poprište nekoliko vojnih sukoba između Narodne Republike Kine i Republike Kine (Tajvana) od posljednjih dana Kineskog građanskog rata 1949. godine kada su se Kuomintangove snage predvođene Čang Kaj Šekom povukle preko Tjesnaca i preselile svoju vladu na Tajvan.
U sklopu Nacionalnog plana Narodne Republike Kine, tunel ili možda most povezivao bi grada Fuzhou s Taipeijem preko tjesnaca. Ako bi takva ekstremna konstrukcija ikada bila izgrađena, daleko će premašiti duljinu bilo kojeg umjetno sagrađenoga tunela na svijetu danas. Inženjeri u Pekingu navode da je tunel tehnički izvediv. Međutim, vlada u Tajvanu odbila je iz zabrinutosti za tajvansku sigurnost i straha da će time morati priznati politiku jedne Kine u Narodnoj Republici Kini, jer je Kina podijeljena u dvije zemlje koje još uvijek imaju kontradiktorni odnos.

## Vanjske poveznice
|  | Zajednički poslužitelj ima još gradiva o temi Tajvanski tjesnac |